# Enter the Phoenix
Enter the Phoenix (大佬愛美麗) ist eine 2004 in Hongkong produzierte Action-Komödie des Regisseurs Stephen Fung. Ausführender Produzent war Jackie Chan, welcher zudem einen Cameo-Auftritt hatte.

## Handlung
Mitglieder zweier Hongkonger Triaden-Organisationen stehen sich gegenüber, die Rote Ehre unter Hung 1 und der Vierer-Clan unter Lui Fai. Es geht um den Tod eines Vierer-Clan-Mitgliedes welcher in einem Streit getötet wurde. Lui sucht den Schuldigen, als er ihn gefunden zu haben glaubt, schießt dieser auf ihn. Hung 1 fängt die Kugel ab.
25 Jahre später geht es mit Hung 1 zu Ende, er bittet Nummer Acht, wie Hung 1 und Lui Teil der Familie Hung, seinen schwulen Sohn Georgie Hung Chi Kit ausfindig zu machen, damit dieser seine Nachfolge als Großer Bruder antreten kann. Nummer Acht und sein Sohn Kin suchen Georgie in Bangkok, treffen dort aber nur seinen besten Freund Sam an. Sam gibt vor Georgie zu sein und, nachdem sie vom Tod von Hung 1 erfahren haben, beschließen sie die Rollen zu tauschen. 
Bei der Beerdigung lernen Georgie und Sam Lui und dessen Tochter Julie kennen, welche als Versicherungsvertreterin arbeitet und versucht unabhängig von ihrem Vater zu sein. Ebenfalls treffen sie auf Cheng Chow, den Sohn des Mannes, um dessen Tod es zu Anfang geht, er ist Luis Stellvertreter und trachtet danach die Rote Ehre zu vernichten.
Bei einer Party in einem Club des Clans veranstalten Sam und Julie ein Wetttrinken, anschließend werden beide von Georgie zum Wagen gebracht, wobei sie von einer Gruppe Männer angegriffen werden. Angeführt werden diese von Max Cheung, der rechten Hand von Chow. Georgie schafft es die Angreifer, aufgrund seiner Fertigkeiten als Kickboxer, abzuwehren. Als Cheung Julie erkennt fliehen er und seine Männer. Nach dem Angriff klärt Nummer Acht Sam über die Hintergründe auf und empfiehlt ihm, das Anwesen erst einmal nicht zu verlassen. Während Sam David kennenlernt, ein schwules Clan-Mitglied, verteidigt Georgie Julie gegen einen aufdringlichen Kunden.
Nachdem Sam zum neuen Oberhaupt der Roten Ehre ernannt wurde, ist ein Bankett mit den anderen Clan-Chefs geplant, von denen jedoch keiner erscheint. Ein Attentäter greift die Veranstaltung an, wobei Kin niedergeschossen wird. Er wird jedoch nicht ernsthaft verletzt, da die Kugel von einer Taschenuhr, ein Geschenk von Nummer Acht, gestoppt wurde. 
Während Sam den Clan modernisiert, und beispielsweise das Hände abhacken als Strafe abschafft, versucht Julie Georgie umzupolen, ihn also in einen Heterosexuellen zu verwandeln. Lui beschließt derweil Sam mit seiner Tochter zu verheiraten, was dieser nicht ablehnen kann. Um ihn auf die Ehe vorzubereiten, beschließen Nummer Acht und Kin Sam umzupolen und schicken ihn, mit der Anweisung „sie flachzulegen“, mit zwei Mädchen in ein Bett. Währenddessen hat Georgie Probleme mit seinem Freund Frankie, während Julie versucht mit ihm zusammen zukommen. Sam lehnt es schließlich ab, Julie zu heiraten, da ihr Vater sie nicht vorher gefragt habe. Da offenbaren Chow und Cheng, dass Sam schwul sei und beweisen dies mit der Aussage der beiden Mädchen, denen Sam mit dieser Begründung abgelehnt hat. Nachdem Sam dies Lui gegenüber eingestanden hat, will Cheng der Roten Ehre den Krieg erklären, was von Lui jedoch verhindert wird.
Während Nummer Acht die Wahrheit über Sams und Georgies Rollentausch herausfindet, offenbart Sam Julie ebenfalls die Wahrheit. Danach werden Julie und Sam von Chows Leuten entführt. Lui wurde zu diesem Moment bereits gefangen genommen. Derweil erklärt Nummer Acht Georgie die wahren Hintergründe dafür, dass er als Kind in ein Internat geschickt wurde. Nach dem bekannt werden der Entführung beginnen Georgie, Kin, David zusammen mit mehreren Mitgliedern der Roten Ehre eine Befreiungsaktion. Während die normalen Clanmitglieder sich bekriegen, kämpfen Kin und David gegen Cheung. Derweil kommt es zum Endkampf zwischen Chow und Georgie, unterstützt von Sam und Julie, die sich befreien konnten. Nach einem längeren Kampf, verschärft durch das Traditionsschwert der Roten Ehre, liegt Chow geschlagen am Boden. Georgie verschont ihn und sagt ihm, dass er die Vergangenheit ruhen lassen sollte und dass er aufhören sollte, zu hassen. Als Cheung Georgie mit dem Schwert attackiert, hält Chow ihn auf, beide verlassen den Ort des Geschehens. Am Ende werden Georgie und Sam beide zum Anführer ernannt. Georgie kommt wieder mit Frankie zusammen und Sam und Julie werden ein Paar.
Zum Schluss kommt es zum Cameo-Auftritt Jackie Chans als Julies Kunde, welcher eine Versicherung abschließen will.

## Kritik
Die Kritiken zu Enter the Phoenix fielen gemischt aus. Der Metascoredienst Internet Movie Database ermittelte 5,8 von 10 positiven Stimmen. Das Lexikon des internationalen Films resümiert: „Überdrehte Actionkomödie mit allerlei Verwechslungen und schwulem Touch, die ebenso kurzweilig wie sinnfrei unterhält.“ Das Urteil von Kino.de fällt positiver aus: „Wu-Shu-Champion Daniel Wu meistert die Herausforderungen eines Schwulenparts mit ähnlicher Souveränität wie die beeindruckenden Kung-Fu-Schlägereien und findet einen kongenialen Gegenpart in Regisseur Stephen Fung als Natter von der Konkurrenz.“ Weiterhin wird von einem „runden Vergnügen“ gesprochen. Die Filmzeitschrift Cinema bilanziert: „Der müde synchronisierte, leidlich amüsante Klamauk dreht erst zum Ende auf.“